# Sysztinska Sredna Gora
Sysztinska Sredna Gora (bułg. Същинска Средна гора) – pasmo górskie w środkowej Bułgarii.
Sysztinska Sredna Gora stanowi środkową część łańcucha górskiego Srednej Gory. Leży między przełomowymi odcinkami dolin górnej Topołnicy na zachodzie i górnej Strjamy na wschodzie. Jest to najwyższa część Srednej Gory – tu leży najwyższy szczyt łańcucha Golam Bogdan (1604 m n.p.m.) oraz szczyty Bunaja (1572 m n.p.m.) i Bratija (1519 m n.p.m.). Partie szczytowe zajmują pastwiska, zaś niższe partie – stare lasy bukowe.